# Rio Vasluieţ
O rio Vasluieţ ou Vaslui é um rio da Romênia afluente do rio Bârlad.